# Черепахи аж до низу

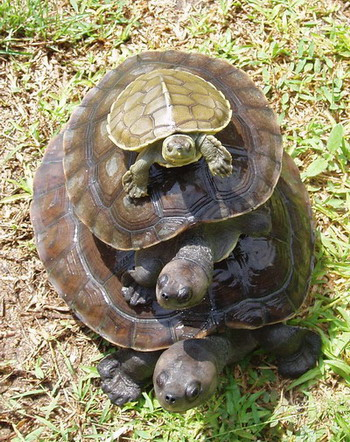
Черепахи на черепахах.

«Черепа́хи аж до ни́зу», або «все черепахи далі вниз» (англ. Turtles all the way down), — жартівливий вираз проблеми безкінечного регресу в космології, спричиненої парадоксом «нерухомого першодвигуна» (дав.-гр. ὃ οὐ κινούμενον κινεῖ, лат. primum movens). В анекдоті обігрується популярна думка, що Земля є пласкою і стоїть на спині Світової (Космічної) черепахи, яка в свою чергу стоїть на все більших і більших черепахах, розміщених одна на одній, тож «все черепахи далі вниз».
Фраза стала поширеною на початку 20 століття. Аналогічна метафорі для причинно-наслідкової дилеми «Курка чи яйце?». В епістемології вона відома як трилема Мюнхгаузена.

## Історія

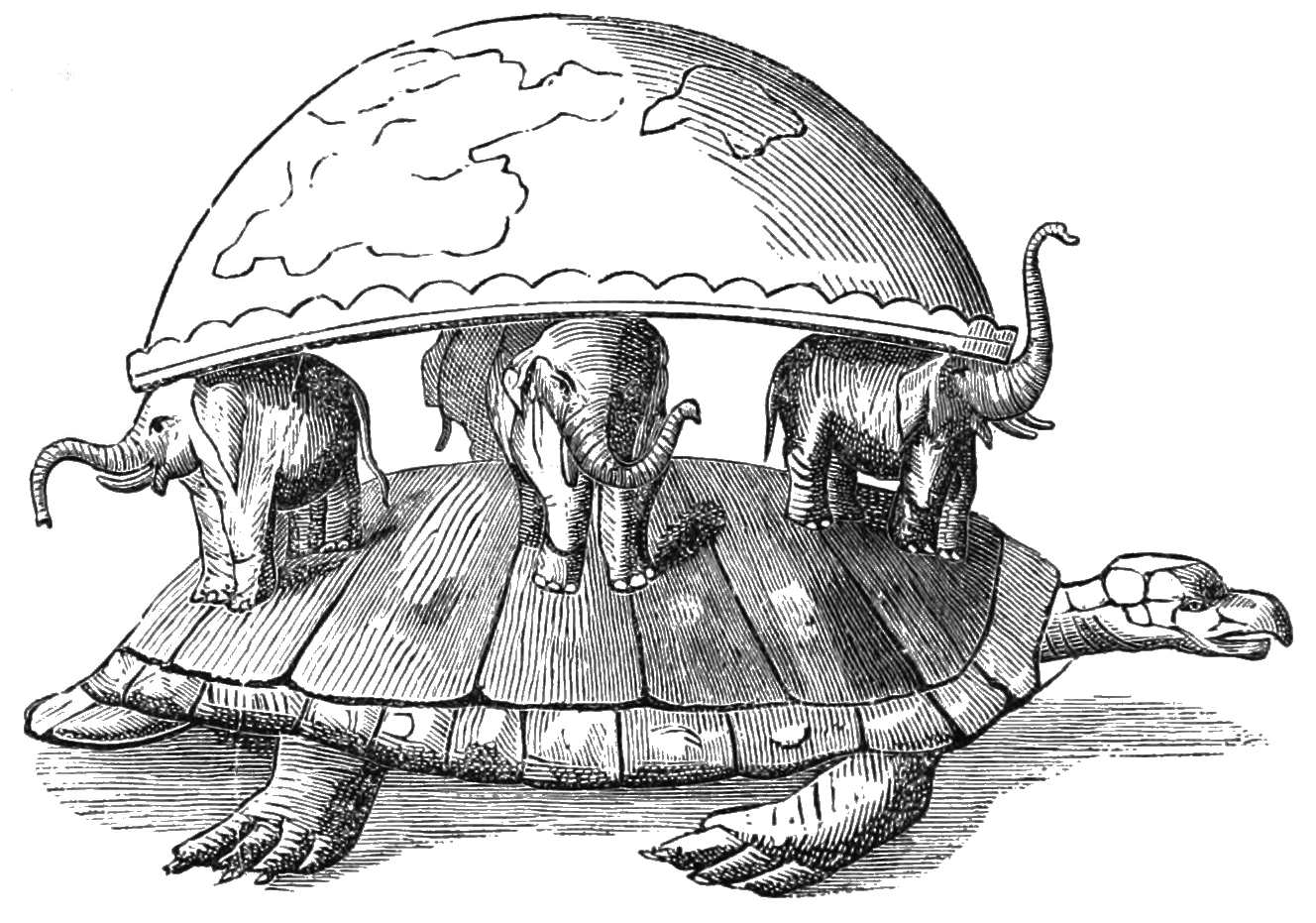
Чотири Світові слони стоять на Світовій черепасі

У 17 та 18 століттях ця історія вважалася похідною з індуїстської міфології, хоча доказів не було знайдено. Перша відома згадка про «індуїстське» походження є у листах єзуїта Емануеля де Вейга (Emanual de Veiga) (1549—1605), написаних 18 вересня 1599 року у Чандрагірі (округ Читтур, штат Андхра-Прадеш, Індія):
|  | Розказують, що Земля має дев'ять кутів, на яких тримаються небеса. Інший, що не погоджувався із ними, каже, що Земля стоїть на семи слонах, а слони не тонуть, бо спираються на черепаху. Коли запитали, а хто ж тримає черепаху, щоб вона не впала, він сказав, що не знає. Оригінальний текст (лат.) Alii dicebant terram novem constare angulis, quibus cœlo innititur. Alius ab his dissentiens volebat terram septem elephantis fulciri, elephantes uero ne subsiderent, super testudine pedes fixos habere. Quærenti quis testudinis corpus firmaret, ne dilaberetur, respondere nesciuit. Оригінальний текст (англ.) Others hold that the earth has nine corners by which the heavens are supported. Another disagreeing from these would have the earth supported by seven elephants, and the elephants do not sink down because their feet are fixed on a tortoise. When asked who would fix the body of the tortoise, so that it would not collapse, he said that he did not know. |

У праці Кліфорда Гірца «Інтерпретація культур» (1973) анекдот подано як діалог англійця та індійця, у книзі Карла Сагана «Мозок Брока: Роздуми про романтику в науці» (1979) згадано версію історії як діалог між «мандрівником із Заходу» та «східним філософом».

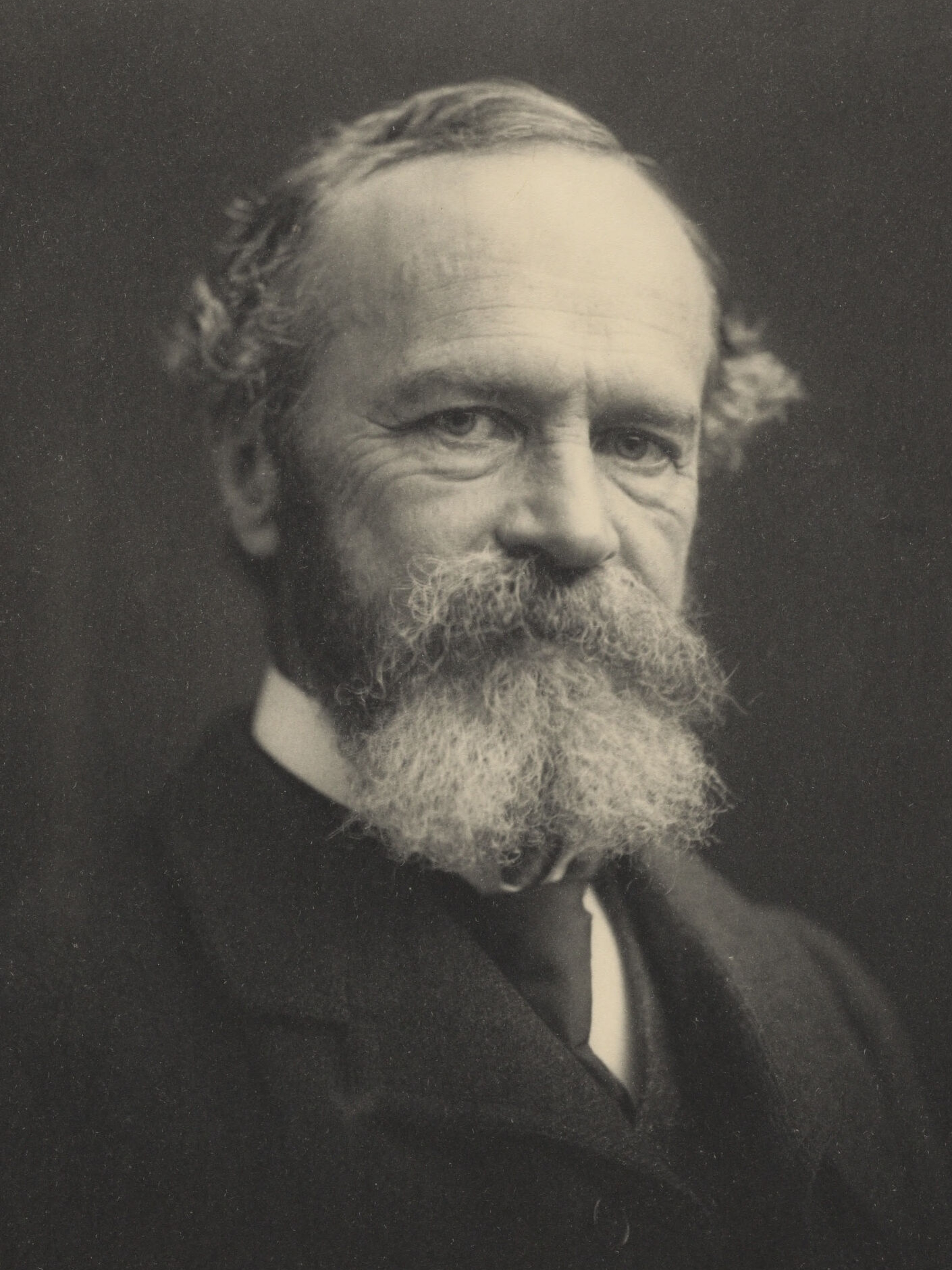
Вільям Джеймс

1854 роком датується найраніша відома версія історії з черепахами, у записі ремарки Джозефа Фредеріка Берга (англ. Joseph Frederick Berg) щодо Джозефа Баркера:
|  | Аргументи мого опонента нагадують мені про язичника, який, коли в нього запитали на чому тримається світ, відповів: „На черепасі“. Але на чому стоїть ця черепаха? „На іншій черепасі“. У містера Баркера теж все черепахи далі вниз. Оригінальний текст (англ.) My opponent's reasoning reminds me of the heathen, who, being asked on what the world stood, replied, "On a tortoise." But on what does the tortoise stand? "On another tortoise." With Mr. Barker, too, there are tortoises all the way down. |

У книзі Роберта Антона Вілсона «Прометей встає» (1983) розказана версія діалогу старої пані із Вільямом Джеймсом: «Це черепахи-черепахи-черепахи, без кінця!». Але хоча Вільям Джеймс багато разів згадував історію про слона та черепаху, про безкінечний регрес він розказав на прикладі «камені до самого низу» у своєму есе «Раціональність, дісльність та віра» (1882). У цій формі історія відома принаймні із 1838 року, коли була надрукована як анекдот про школяра та стару жінку, що жила у лісі.

## Використання у мистецтві та суспільстві
Серія книг «Плаский світ» Террі Претчетта (з 1983) розповідає про світ, розміщений на спинах чотирьох слонів, які в свою чергу, стоять на спині велетенської черепахи А-Туїна. Черепаха не стоїть ні на чому. Вона плаває.
«Далекогляд» (1992), перша частина трилогії Роберта Соєра, переказує цю саму історію, але замість черепах у ній «бронеспини» (анкілозаври).
Суддя Верховного суду США Антонін Скалія у примітках до своєї думки щодо справи Рапанос проти Сполучених Штатів (19 червня 2006) згадав історію так:
|  | У нашій улюбленій версії, східний гуру стверджує, що Земля тримається на спині тигра. Коли запитати, що ж тримає тигра, він скаже, що тигр стоїть на слоні; коли ж запитати, на чому стоїть слон, він скаже, що на велетенській черепасі. Коли ж запитати, нарешті, на чому стоїть велетенська черепаха, він на мить завагається, але швидко відповість: „Ах, за тим все черепахи далі вниз“. Оригінальний текст (англ.) In our favored version, an Eastern guru affirms that the earth is supported on the back of a tiger. When asked what supports the tiger, he says it stands upon an elephant; and when asked what supports the elephant he says it is a giant turtle. When asked, finally, what supports the giant turtle, he is briefly taken aback, but quickly replies "Ah, after that it is turtles all the way down." |

У романі Скотта Вестерфельда «Бегемот» (2010) вірменська бабуся каже, що Земля спочиває на спині черепахи, яка стоїть на слоні, який стоїть на іншому слоні, і «все слони далі вниз!»
Остання серія «Пробудження» називається «Черепахи до самого низу» (2012).
Таку назву також носять пісні гурту «Every Time I Die», Стургілла Сімпсона (англ. Sturgill Simpson) та інших.
Роман Джона Гріна має назву «Черепахи аж до низу» (англ. Turtles All the Way Down).